# 로르카 FC
로르카 FC(Lorca Fútbol Club)는 스페인 무르시아 지방의 도시인 로르카를 연고로 하는 축구 클럽이다. 이 클럽은 2003년에 창단되었으며, 비교적 신생 구단이다. 로르카는 10년 동안 스페인 6부 리그에서 세군다 디비시온 B까지 승격하는 데 성공했으며, 2016/17 시즌은 세군다 디비시온 승격까지 했다. 한국인 선수로는 최인혁이 뛰고 있다.

## 역대 감독
| 감독        | 임기 |
| ----------- | ---- |
| 쿠로 토레스 | 2017 |